# Mørket (film)
|  | Denne artikel er oprettet af botten Steenthbot ud fra en ekstern database. Den kan derfor have sproglige fejl eller mangler. Denne skabelon kan fjernes efter kontrol af indholdet. |

Mørket er en dansk kortfilm fra 2003 instrueret af Henrik Vestergaard Nielsen efter eget manuskript.

## Medvirkende
- Henrik Vestergaard, Martin
- Frederik Meldal Nørgaard, Jesper
- Lilje Aurora Thomsen, Martins kone
- Thomas Biehl, Mekaniker
- Caroline Kromann, Martins datter
- Claus Lund, Jæger
- Keld Nielsen, Jespers far
- Ann Rønde, Mor i bus
- Amanda Rønne